# Annamária Szalai
Annamária Szalai (Zalaegerszeg, Hungría, 16 de septiembre de 1961 – 12 de abril de 2013) fue una periodista y política húngara, miembro del parlamento húngaro por el condado de Zala entre 1998 y 2004.
Fue elegida para la Comisión Nacional de Radio y Televisión en 2004 y como consecuencia renunció a su escaño parlamentario. Szalai fue Presidente de los Medios de Comunicación Nacionales y la Autoridad Infocomunicaciones (NMHH) desde 2010 hasta su muerte en 2013.